# Liste des matchs de l'équipe du Niger de football par adversaire
Cette liste présente les matchs de l'équipe du Niger de football par adversaire rencontré.
- Haut – A
- B
- C
- D
- E
- F
- G
- H
- I
- J
- K
- L
- M
- N
- O
- P
- Q
- R
- S
- T
- U
- V
- W
- X
- Y
- Z

## A

### Algérie

#### Confrontations
Confrontations entre l'Algérie et le Niger :
|   | Date             | Lieu                 | Match           | Score | Compétition                                                    |
| - | ---------------- | -------------------- | --------------- | ----- | -------------------------------------------------------------- |
| 1 | 1er mai 1981     | Constantine, Algérie | Algérie - Niger | 4-0   | Qualification pour la Coupe du monde 1982 (3e tour)            |
| 2 | 31 mai 1981      | Niamey, Niger        | Niger - Algérie | 1-0   | Qualification pour la Coupe du monde 1982 (3e tour)            |
| 3 | 11 octobre 2003  | Niamey, Niger        | Niger - Algérie | 0-1   | Qualification pour la Coupe du monde 2006 (1er tour)           |
| 4 | 14 novembre 2003 | Alger, Algérie       | Algérie - Niger | 6-0   | Qualification pour la Coupe du monde 2006 (1er tour)           |
| 5 | 26 mai 2012      | Blida, Algérie       | Algérie - Niger | 3-0   | Match amical                                                   |
| 6 | 8 octobre 2021   | Blida, Algérie       | Algérie - Niger | 6-1   | Qualification pour la Coupe du monde 2022 (2e tour - groupe A) |
| 7 | 12 octobre 2021  | Niamey, Niger        | Niger - Algérie | 0-4   | Qualification pour la Coupe du monde 2022 (2e tour - groupe A) |

#### Bilan
| Rang | Équipe  | Pts | J | G | N | P | Bp | Bc | Diff |
| ---- | ------- | --- | - | - | - | - | -- | -- | ---- |
| 1    | Algérie | 18  | 7 | 6 | 0 | 1 | 24 | 2  | +22  |
| 2    | Niger   | 3   | 7 | 1 | 0 | 6 | 2  | 24 | -22  |

### Angola

#### Confrontations
Confrontations entre l'Angola et le Niger :
|   | Date            | Lieu           | Match          | Score | Compétition                                                    |
| - | --------------- | -------------- | -------------- | ----- | -------------------------------------------------------------- |
| 1 | 9 juin 2008     | Niamey, Niger  | Niger - Angola | 1-2   | Qualification pour la Coupe du monde 2010 (2e tour - groupe 3) |
| 2 | 12 octobre 2008 | Luanda, Angola | Angola - Niger | 3-1   | Qualification pour la Coupe du monde 2010 (2e tour - groupe 3) |

#### Bilan
| Rang | Équipe | Pts | J | G | N | P | Bp | Bc | Diff |
| ---- | ------ | --- | - | - | - | - | -- | -- | ---- |
| 1    | Angola | 6   | 2 | 2 | 0 | 0 | 5  | 2  | +3   |
| 2    | Niger  | 0   | 2 | 0 | 0 | 2 | 2  | 5  | -3   |

## B

### Botswana

#### Confrontations
Confrontations entre le Botswana et le Niger :
|   | Date             | Lieu               | Match            | Score | Compétition                                                     |
| - | ---------------- | ------------------ | ---------------- | ----- | --------------------------------------------------------------- |
| 1 | 20 décembre 1992 | Gaborone, Botswana | Botswana - Niger | 0-1   | Qualification pour la Coupe du monde 1994 (1er tour - groupe E) |
| 2 | 28 février 1993  | Niamey, Niger      | Niger - Botswana | 2-1   | Qualification pour la Coupe du monde 1994 (1er tour - groupe E) |

#### Bilan
| Rang | Équipe   | Pts | J | G | N | P | Bp | Bc | Diff |
| ---- | -------- | --- | - | - | - | - | -- | -- | ---- |
| 1    | Niger    | 6   | 2 | 2 | 0 | 0 | 3  | 1  | +2   |
| 2    | Botswana | 0   | 2 | 0 | 0 | 2 | 1  | 3  | -2   |

### Burkina Faso

#### Confrontations
Confrontations entre le Burkina Faso et le Niger :
|   | Date             | Lieu                      | Match                | Score | Compétition                                                    |
| - | ---------------- | ------------------------- | -------------------- | ----- | -------------------------------------------------------------- |
| 1 | 12 mai 1996      | Ouagadougou, Burkina Faso | Burkina Faso - Niger | 0-0   | Match amical                                                   |
| 2 | 10 janvier 2013  | Mbombela, Afrique du Sud  | Burkina Faso - Niger | 0-0   | Match amical                                                   |
| 3 | 2 septembre 2021 | Marrakech, Maroc          | Niger - Burkina Faso | 0-2   | Qualification pour la Coupe du monde 2022 (2e tour - groupe A) |
| 4 | 12 novembre 2021 | Marrakech, Maroc          | Burkina Faso - Niger | 1-1   | Qualification pour la Coupe du monde 2022 (2e tour - groupe A) |

#### Bilan
| Rang | Équipe       | Pts | J | G | N | P | Bp | Bc | Diff |
| ---- | ------------ | --- | - | - | - | - | -- | -- | ---- |
| 1    | Burkina Faso | 6   | 4 | 1 | 3 | 0 | 3  | 1  | +2   |
| 2    | Niger        | 3   | 4 | 0 | 3 | 1 | 1  | 3  | -2   |

## C

### Congo

#### Confrontations
Confrontations entre le Congo et le Niger :
|   | Date            | Lieu              | Match         | Score | Compétition                                       |
| - | --------------- | ----------------- | ------------- | ----- | ------------------------------------------------- |
| 1 | 21 janvier 2021 | Douala, Cameroun  | Congo - Niger | 1-1   | Championnat d'Afrique des nations 2020 (groupe B) |
| 2 | 9 juin 2021     | Manavgat, Turquie | Niger - Congo | 0-1   | Match amical                                      |

#### Bilan
| Rang | Équipe | Pts | J | G | N | P | Bp | Bc | Diff |
| ---- | ------ | --- | - | - | - | - | -- | -- | ---- |
| 1    | Congo  | 4   | 2 | 1 | 1 | 0 | 2  | 1  | +1   |
| 2    | Niger  | 1   | 2 | 0 | 1 | 1 | 1  | 2  | -1   |

### Côte d'Ivoire

#### Confrontations
Confrontations entre la Côte d'Ivoire et le Niger :
|   | Date            | Lieu                   | Match                 | Score | Compétition                                                       |
| - | --------------- | ---------------------- | --------------------- | ----- | ----------------------------------------------------------------- |
| 1 | 25 octobre 1992 | Niamey, Niger          | Niger - Côte d'Ivoire | 0-0   | Qualification pour la Coupe du monde 1994 (1er tour - groupe E)   |
| 2 | 31 janvier 1993 | Abidjan, Côte d'Ivoire | Côte d'Ivoire - Niger | 1-0   | Qualification pour la Coupe du monde 1994 (1er tour - groupe E)   |
| 3 | 26 mars 2021    | Lomé, Togo             | Niger - Côte d'Ivoire | 0-3   | Qualification pour la Coupe d'Afrique des nations 2021 (groupe K) |

#### Bilan
| Rang | Équipe        | Pts | J | G | N | P | Bp | Bc | Diff |
| ---- | ------------- | --- | - | - | - | - | -- | -- | ---- |
| 1    | Côte d'Ivoire | 7   | 3 | 2 | 1 | 0 | 4  | 0  | +4   |
| 2    | Niger         | 1   | 3 | 0 | 1 | 2 | 0  | 4  | -4   |

## D

### Djibouti

#### Confrontations
Confrontations entre Djibouti et le Niger :
|   | Date             | Lieu          | Match            | Score | Compétition                                                    |
| - | ---------------- | ------------- | ---------------- | ----- | -------------------------------------------------------------- |
| 1 | 6 septembre 2021 | Rabat, Maroc  | Djibouti - Niger | 2-4   | Qualification pour la Coupe du monde 2022 (2e tour - groupe A) |
| 2 | 15 novembre 2021 | Niamey, Niger | Niger - Djibouti | 7-2   | Qualification pour la Coupe du monde 2022 (2e tour - groupe A) |

#### Bilan
| Rang | Équipe   | Pts | J | G | N | P | Bp | Bc | Diff |
| ---- | -------- | --- | - | - | - | - | -- | -- | ---- |
| 1    | Niger    | 6   | 2 | 2 | 0 | 0 | 11 | 4  | +7   |
| 2    | Djibouti | 0   | 2 | 0 | 0 | 2 | 4  | 11 | -7   |

## E

### Éthiopie

#### Confrontations
Confrontations entre l'Éthiopie et le Niger :
|   | Date             | Lieu                | Match            | Score | Compétition                                                       |
| - | ---------------- | ------------------- | ---------------- | ----- | ----------------------------------------------------------------- |
| 1 | 13 novembre 2020 | Niamey, Niger       | Niger - Éthiopie | 1-0   | Qualification pour la Coupe d'Afrique des nations 2021 (groupe K) |
| 1 | 17 novembre 2020 | Baher Dar, Éthiopie | Éthiopie - Niger | 3-0   | Qualification pour la Coupe d'Afrique des nations 2021 (groupe K) |

#### Bilan
| Rang | Équipe   | Pts | J | G | N | P | Bp | Bc | Diff |
| ---- | -------- | --- | - | - | - | - | -- | -- | ---- |
| 1    | Éthiopie | 3   | 1 | 1 | 0 | 1 | 3  | 1  | +2   |
| 2    | Niger    | 3   | 1 | 1 | 0 | 1 | 1  | 3  | -2   |

## G

### Gabon

#### Confrontations
Confrontations entre le Gabon et le Niger :
|   | Date            | Lieu              | Match         | Score | Compétition                                 |
| - | --------------- | ----------------- | ------------- | ----- | ------------------------------------------- |
| 1 | 23 janvier 2012 | Libreville, Gabon | Gabon - Niger | 2-0   | Coupe d'Afrique des nations 2012 (groupe C) |

#### Bilan
| Rang | Équipe | Pts | J | G | N | P | Bp | Bc | Diff |
| ---- | ------ | --- | - | - | - | - | -- | -- | ---- |
| 1    | Gabon  | 3   | 1 | 1 | 0 | 0 | 2  | 0  | +2   |
| 2    | Niger  | 0   | 1 | 0 | 0 | 1 | 0  | 2  | -2   |

### Gambie

#### Confrontations
Confrontations entre la Gambie et le Niger :
|   | Date        | Lieu              | Match          | Score | Compétition  |
| - | ----------- | ----------------- | -------------- | ----- | ------------ |
| 1 | 5 juin 2021 | Manavgat, Turquie | Gambie - Niger | 2-0   | Match amical |

#### Bilan
| Rang | Équipe | Pts | J | G | N | P | Bp | Bc | Diff |
| ---- | ------ | --- | - | - | - | - | -- | -- | ---- |
| 1    | Gambie | 3   | 1 | 1 | 0 | 0 | 2  | 0  | +2   |
| 2    | Niger  | 0   | 1 | 0 | 0 | 1 | 0  | 2  | -2   |

### Ghana

#### Confrontations
Confrontations entre le Ghana et le Niger :
|   | Date            | Lieu                           | Match         | Score | Compétition                                 |
| - | --------------- | ------------------------------ | ------------- | ----- | ------------------------------------------- |
| 1 | 28 janvier 2013 | Port Elizabeth, Afrique du Sud | Niger - Ghana | 0-3   | Coupe d'Afrique des nations 2013 (groupe B) |

#### Bilan
| Rang | Équipe | Pts | J | G | N | P | Bp | Bc | Diff |
| ---- | ------ | --- | - | - | - | - | -- | -- | ---- |
| 1    | Ghana  | 3   | 1 | 1 | 0 | 0 | 3  | 0  | +3   |
| 2    | Niger  | 0   | 1 | 0 | 0 | 1 | 0  | 3  | -3   |

### Guinée

#### Confrontations
Confrontations entre la Guinée et le Niger :
|   | Date         | Lieu              | Match          | Score | Compétition  |
| - | ------------ | ----------------- | -------------- | ----- | ------------ |
| 1 | 11 juin 2021 | Manavgat, Turquie | Guinée - Niger | 2-1   | Match amical |

#### Bilan
| Rang | Équipe | Pts | J | G | N | P | Bp | Bc | Diff |
| ---- | ------ | --- | - | - | - | - | -- | -- | ---- |
| 1    | Guinée | 3   | 1 | 1 | 0 | 0 | 2  | 1  | +1   |
| 2    | Niger  | 0   | 1 | 0 | 0 | 1 | 1  | 2  | -1   |

## L

### Libye

#### Confrontations
Confrontations entre la Libye et le Niger :
|   | Date            | Lieu                   | Match         | Score | Compétition                                       |
| - | --------------- | ---------------------- | ------------- | ----- | ------------------------------------------------- |
| 1 | 17 janvier 2021 | Douala, Cameroun       | Libye - Niger | 0-0   | Championnat d'Afrique des nations 2020 (groupe B) |
| 2 | 26 mars 2022    | Nouakchott, Mauritanie | Libye - Niger | 2-1   | Match amical                                      |

#### Bilan
| Rang | Équipe | Pts | J | G | N | P | Bp | Bc | Diff |
| ---- | ------ | --- | - | - | - | - | -- | -- | ---- |
| 1    | Libye  | 4   | 2 | 1 | 1 | 0 | 2  | 1  | +1   |
| 2    | Niger  | 1   | 2 | 0 | 1 | 1 | 1  | 2  | -1   |

## M

### Madagascar

#### Confrontations
Confrontations entre Madagascar et le Niger :
|   | Date         | Lieu                  | Match              | Score | Compétition                                                       |
| - | ------------ | --------------------- | ------------------ | ----- | ----------------------------------------------------------------- |
| 1 | 30 mars 2021 | Toamasina, Madagascar | Madagascar - Niger | 0-0   | Qualification pour la Coupe d'Afrique des nations 2021 (groupe K) |

#### Bilan
| Rang | Équipe     | Pts | J | G | N | P | Bp | Bc | Diff |
| ---- | ---------- | --- | - | - | - | - | -- | -- | ---- |
| 1    | Madagascar | 1   | 1 | 0 | 1 | 0 | 0  | 0  | 0    |
| 1    | Niger      | 1   | 1 | 0 | 1 | 0 | 0  | 0  | 0    |

### Mali

#### Confrontations
Confrontations entre le Mali et le Niger :
|   | Date            | Lieu                           | Match        | Score | Compétition                                 |
| - | --------------- | ------------------------------ | ------------ | ----- | ------------------------------------------- |
| 1 | 20 janvier 2013 | Port Elizabeth, Afrique du Sud | Mali - Niger | 1-0   | Coupe d'Afrique des nations 2013 (groupe B) |

#### Bilan
| Rang | Équipe | Pts | J | G | N | P | Bp | Bc | Diff |
| ---- | ------ | --- | - | - | - | - | -- | -- | ---- |
| 1    | Mali   | 3   | 1 | 1 | 0 | 0 | 1  | 0  | +1   |
| 2    | Niger  | 0   | 1 | 0 | 0 | 1 | 0  | 1  | -1   |

### Maroc

#### Confrontations
Confrontations entre le Maroc et le Niger :
|   | Date            | Lieu              | Match         | Score | Compétition                                 |
| - | --------------- | ----------------- | ------------- | ----- | ------------------------------------------- |
| 1 | 5 février 1998  | Marrakech, Maroc  | Maroc - Niger | 3-0   | Match amical                                |
| 2 | 3 octobre 2002  | Rabat, Maroc      | Maroc - Niger | 6-1   | Match amical                                |
| 3 | 9 février 2011  | Marrakech, Maroc  | Maroc - Niger | 3-0   | Match amical                                |
| 4 | 31 janvier 2012 | Libreville, Gabon | Niger - Maroc | 0-1   | Coupe d'Afrique des nations 2012 (groupe C) |

#### Bilan
| Rang | Équipe | Pts | J | G | N | P | Bp | Bc | Diff |
| ---- | ------ | --- | - | - | - | - | -- | -- | ---- |
| 1    | Maroc  | 12  | 4 | 4 | 0 | 0 | 13 | 1  | +12  |
| 2    | Niger  | 0   | 4 | 0 | 0 | 4 | 1  | 13 | -12  |

### Mozambique

#### Confrontations
Confrontations entre le Mozambique et le Niger :
|   | Date         | Lieu                   | Match              | Score | Compétition  |
| - | ------------ | ---------------------- | ------------------ | ----- | ------------ |
| 1 | 23 mars 2022 | Nouakchott, Mauritanie | Niger - Mozambique | 1-1   | Match amical |

#### Bilan
| Rang | Équipe     | Pts | J | G | N | P | Bp | Bc | Diff |
| ---- | ---------- | --- | - | - | - | - | -- | -- | ---- |
| 1    | Mozambique | 1   | 1 | 0 | 1 | 0 | 1  | 1  | 0    |
| 1    | Niger      | 1   | 1 | 0 | 1 | 0 | 1  | 1  | 0    |

## O

### Ouganda

#### Confrontations
Confrontations entre l'Ouganda et le Niger :
|   | Date             | Lieu             | Match           | Score | Compétition                                                       |
| - | ---------------- | ---------------- | --------------- | ----- | ----------------------------------------------------------------- |
| 1 | 30 mai 2008      | Kampala, Ouganda | Ouganda - Niger | 1-0   | Qualification pour la Coupe du monde 2010 (2e tour - groupe 3)    |
| 2 | 7 septembre 2008 | Niamey, Niger    | Niger - Ouganda | 3-1   | Qualification pour la Coupe du monde 2010 (2e tour - groupe 3)    |
| 3 | 8 juin 2022      | Entebbe, Ouganda | Ouganda - Niger | 1-1   | Qualification pour la Coupe d'Afrique des nations 2023 (groupe F) |

#### Bilan
| Rang | Équipe  | Pts | J | G | N | P | Bp | Bc | Diff |
| ---- | ------- | --- | - | - | - | - | -- | -- | ---- |
| 1    | Niger   | 4   | 3 | 1 | 1 | 1 | 4  | 3  | +1   |
| 2    | Ouganda | 4   | 3 | 1 | 1 | 1 | 3  | 4  | -1   |

## R

### République centrafricaine

#### Confrontations
Confrontations entre la République centrafricaine et le Niger :
|   | Date        | Lieu          | Match                             | Score | Compétition  |
| - | ----------- | ------------- | --------------------------------- | ----- | ------------ |
| 1 | 27 mai 2018 | Niamey, Niger | Niger - République centrafricaine | 3-3   | Match amical |

#### Bilan
| Rang | Équipe       | Pts | J | G | N | P | Bp | Bc | Diff |
| ---- | ------------ | --- | - | - | - | - | -- | -- | ---- |
| 1    | Niger        | 1   | 1 | 0 | 1 | 0 | 3  | 3  | 0    |
| 1    | Centrafrique | 1   | 1 | 0 | 1 | 0 | 3  | 3  | 0    |

### République démocratique du Congo

#### Confrontations
Confrontations entre la République démocratique du Congo et le Niger :
|   | Date            | Lieu                           | Match            | Score | Compétition                                       |
| - | --------------- | ------------------------------ | ---------------- | ----- | ------------------------------------------------- |
| 1 | 24 janvier 2013 | Port Elizabeth, Afrique du Sud | Niger - RD Congo | 0-0   | Coupe d'Afrique des nations 2013 (groupe B)       |
| 2 | 25 janvier 2021 | Yaoundé, Cameroun              | Niger - RD Congo | 1-2   | Championnat d'Afrique des nations 2020 (groupe B) |

#### Bilan
| Rang | Équipe   | Pts | J | G | N | P | Bp | Bc | Diff |
| ---- | -------- | --- | - | - | - | - | -- | -- | ---- |
| 1    | RD Congo | 4   | 2 | 1 | 1 | 0 | 2  | 1  | +1   |
| 2    | Niger    | 1   | 2 | 0 | 1 | 1 | 1  | 2  | -1   |

## S

### Sierra Leone

#### Confrontations
Confrontations entre la Sierra Leone et le Niger :
|   | Date             | Lieu                   | Match                | Score | Compétition                                                       |
| - | ---------------- | ---------------------- | -------------------- | ----- | ----------------------------------------------------------------- |
| 1 | 7 mars 1976      | Freetown, Sierra Leone | Sierra Leone - Niger | 5-1   | Qualification pour la Coupe du monde 1978 (tour préliminaire)     |
| 2 | 21 mars 1976     | Niamey, Niger          | Niger - Sierra Leone | 2-1   | Qualification pour la Coupe du monde 1978 (tour préliminaire)     |
| 3 | 13 novembre 1994 | Niamey, Niger          | Niger - Sierra Leone | 4-2   | Qualification pour la Coupe d'Afrique des nations 1996 (groupe 3) |
| 4 | 3 juin 1995      | Freetown, Sierra Leone | Sierra Leone - Niger | 5-1   | Qualification pour la Coupe d'Afrique des nations 1996 (groupe 3) |
| 5 | 27 mars 2011     | Niamey, Niger          | Niger - Sierra Leone | 3-1   | Qualification pour la Coupe d'Afrique des nations 2012 (groupe G) |
| 6 | 4 juin 2011      | Freetown, Sierra Leone | Sierra Leone - Niger | 1-0   | Qualification pour la Coupe d'Afrique des nations 2012 (groupe G) |

#### Bilan
| Rang | Équipe       | Pts | J | G | N | P | Bp | Bc | Diff |
| ---- | ------------ | --- | - | - | - | - | -- | -- | ---- |
| 1    | Sierra Leone | 9   | 6 | 3 | 0 | 3 | 15 | 11 | +4   |
| 2    | Niger        | 9   | 6 | 3 | 0 | 3 | 11 | 15 | -4   |

### Somalie

#### Confrontations
Confrontations entre la Somalie et le Niger :
|   | Date            | Lieu                  | Match           | Score | Compétition                                          |
| - | --------------- | --------------------- | --------------- | ----- | ---------------------------------------------------- |
| 1 | 16 juillet 1980 | Niamey, Niger         | Niger - Somalie | 0-0   | Qualification pour la Coupe du monde 1982 (1er tour) |
| 2 | 27 juillet 1980 | Mogadiscio, Somalie   | Somalie - Niger | 1-1   | Qualification pour la Coupe du monde 1982 (1er tour) |
| 3 | 9 octobre 2015  | Addis-Abeba, Éthiopie | Somalie - Niger | 0-2   | Qualification pour la Coupe du monde 2018 (1er tour) |
| 4 | 13 octobre 2015 | Niamey, Niger         | Niger - Somalie | 4-0   | Qualification pour la Coupe du monde 2018 (1er tour) |

#### Bilan
| Rang | Équipe  | Pts | J | G | N | P | Bp | Bc | Diff |
| ---- | ------- | --- | - | - | - | - | -- | -- | ---- |
| 1    | Niger   | 8   | 4 | 2 | 2 | 0 | 7  | 1  | +6   |
| 2    | Somalie | 2   | 4 | 0 | 2 | 2 | 1  | 7  | -6   |

## T

### Tanzanie

#### Confrontations
Confrontations entre la Tanzanie et le Niger :
|   | Date        | Lieu           | Match            | Score | Compétition                                                       |
| - | ----------- | -------------- | ---------------- | ----- | ----------------------------------------------------------------- |
| 1 | 4 juin 2022 | Cotonou, Bénin | Niger - Tanzanie | 1-1   | Qualification pour la Coupe d'Afrique des nations 2023 (groupe F) |

#### Bilan
| Rang | Équipe   | Pts | J | G | N | P | Bp | Bc | Diff |
| ---- | -------- | --- | - | - | - | - | -- | -- | ---- |
| 1    | Niger    | 1   | 1 | 0 | 1 | 0 | 1  | 1  | 0    |
| 1    | Tanzanie | 1   | 1 | 0 | 1 | 0 | 1  | 1  | 0    |

### Togo

#### Confrontations
Confrontations entre le Togo et le Niger :
|   | Date             | Lieu          | Match        | Score | Compétition                                         |
| - | ---------------- | ------------- | ------------ | ----- | --------------------------------------------------- |
| 1 | 14 décembre 1980 | Niamey, Niger | Niger - Togo | 0-1   | Qualification pour la Coupe du monde 1982 (3e tour) |
| 2 | 28 décembre 1980 | Lomé, Togo    | Togo - Niger | 1-2   | Qualification pour la Coupe du monde 1982 (3e tour) |

#### Bilan
| Rang | Équipe | Pts | J | G | N | P | Bp | Bc | Diff |
| ---- | ------ | --- | - | - | - | - | -- | -- | ---- |
| 1    | Niger  | 3   | 1 | 1 | 0 | 1 | 2  | 2  | 0    |
| 1    | Togo   | 3   | 1 | 1 | 0 | 1 | 2  | 2  | 0    |

### Tunisie

#### Confrontations
Confrontations entre la Tunisie et le Niger :
|   | Date            | Lieu              | Match           | Score | Compétition                                 |
| - | --------------- | ----------------- | --------------- | ----- | ------------------------------------------- |
| 1 | 27 janvier 2012 | Libreville, Gabon | Niger - Tunisie | 1-2   | Coupe d'Afrique des nations 2012 (groupe C) |

#### Bilan
| Rang | Équipe  | Pts | J | G | N | P | Bp | Bc | Diff |
| ---- | ------- | --- | - | - | - | - | -- | -- | ---- |
| 1    | Tunisie | 3   | 1 | 1 | 0 | 0 | 2  | 1  | +1   |
| 2    | Niger   | 0   | 1 | 0 | 0 | 1 | 1  | 2  | -1   |